# دانیال دیداوی
دانیال دیداوی (انگلیسی: Daniel Didavi؛ زادهٔ ۲۱ فوریهٔ ۱۹۹۰) بازیکن فوتبال اهل آلمان و تیم استقلال تهران است. پست تخصصی او هافبک است.
از باشگاه‌هایی که در آن بازی کرده‌است می‌توان به باشگاه فوتبال وولفسبورگ، باشگاه فوتبال اشتوتگارت، و باشگاه فوتبال نورنبرگ اشاره کرد.
وی همچنین در تیم‌های ملی فوتبال جوانان آلمان، و جوانان آلمان، و جوانان آلمان، و زیر ۲۱ سال آلمان بازی کرده‌است.